# Geminiano Montanari
Geminiano Montanari (Modena, 1º giugno 1633 – Padova, 13 ottobre 1687) è stato un astronomo e matematico italiano.

## Biografia
Geminiano Montanari nacque a Modena il 1º giugno 1633. Si addottorò dapprima in utroque iure, poi si diede agli studi fisici e matematici di cui sempre era stato appassionato. Nel 1661 ottenne la nomina di Filosofo e Matematico ducale da Alfonso IV d'Este, carica che gli permise di dedicarsi completamente agli studi. Collaborò col marchese Cornelio Malvasia a ricerche astronomiche nell'osservatorio che questi aveva impiantato nella sua villa di Panzano. Morto il duca nel 1662, seguì il marchese Malvasia a Bologna, continuando nella specola della villa di Panzano osservazioni astronomiche che vennero interrotte nel 1664 per la morte del Malvasia. Verso la fine dello stesso anno, gli venne affidata la cattedra di matematica nell'Università di Bologna e la coprì per 14 anni. Abile costruttore di strumenti astronomici e matematici, ne fornì a specole pubbliche e private. Diede importanti contributi anche agli studi anatomici; fu tra i primi a praticare la trasfusione di sangue negli animali. Per breve tempo si occupò anche di controversie religiose. Abbandonò Bologna per Padova, dove venne per lui rinnovata la cattedra di astronomia e di meteore; eresse la specola del seminario di Padova, gli fu commesso di regolare il Piave e altri fiumi ed espose a questo riguardo teorie ardite che, combattute prima aspramente, vennero difese assai più tardi da Pietro Paleocapa. Si occupò ancora di miniere, di fortezze, di altri argomenti di ingegneria e di monete.
La sua attività nel campo astronomico si esercitò in molti rami diversi: effemeridi, osservazioni di comete, di stelle variabili, teorie planetarie e solari. Scoperse una cometa e per primo segnalò nel 1668 la variabilità di Algol, memorabile inizio del moderno studio sistematico delle variazioni di splendore delle stelle. Nelle sue frequenti polemiche demolì con vigore parecchie dottrine antiquate: prima tra tutte quella delle influenze astrologiche.
Montanari morì a Padova il 13 ottobre 1687 a seguito di un colpo apoplettico. Venne sepolto a Padova nella Chiesa di S.Benedetto dei Monaci Olivetani.
Le sue pubblicazioni sono ricordate nella Biblioteca matematica italiana di Pietro Riccardi e trattano argomenti svariatissimi. Un cenno particolare merita quella dal titolo: La livella diottrica, nuova invenzione per livellare col cannocchiale con maggior esattezza e facilità che per l'addietro non s'è fatto, aggiuntovi il modo di misurare una distanza incognita con una sola stazione guardando nel cannocchiale (Bologna 1674) dove, tra l'altro, si trova la prima descrizione di un cannocchiale distanziometrico.
Un cratere della Luna, a 45°48′S 20°36′W, prende oggi il suo nome, Montanari, come pure un asteroide, 8421 Montanari.

## Opere

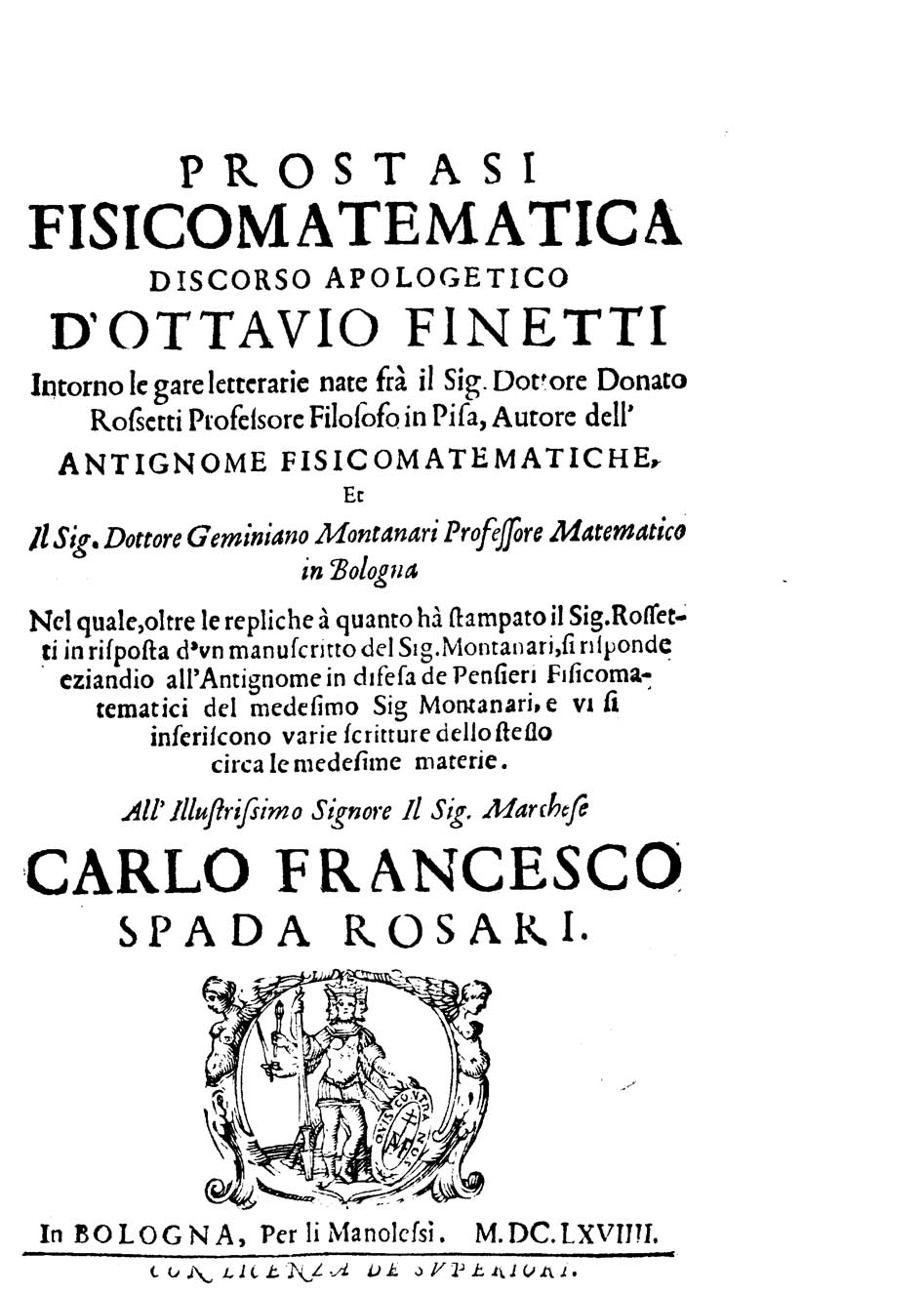
Prostasi fisicomatematica, 1669

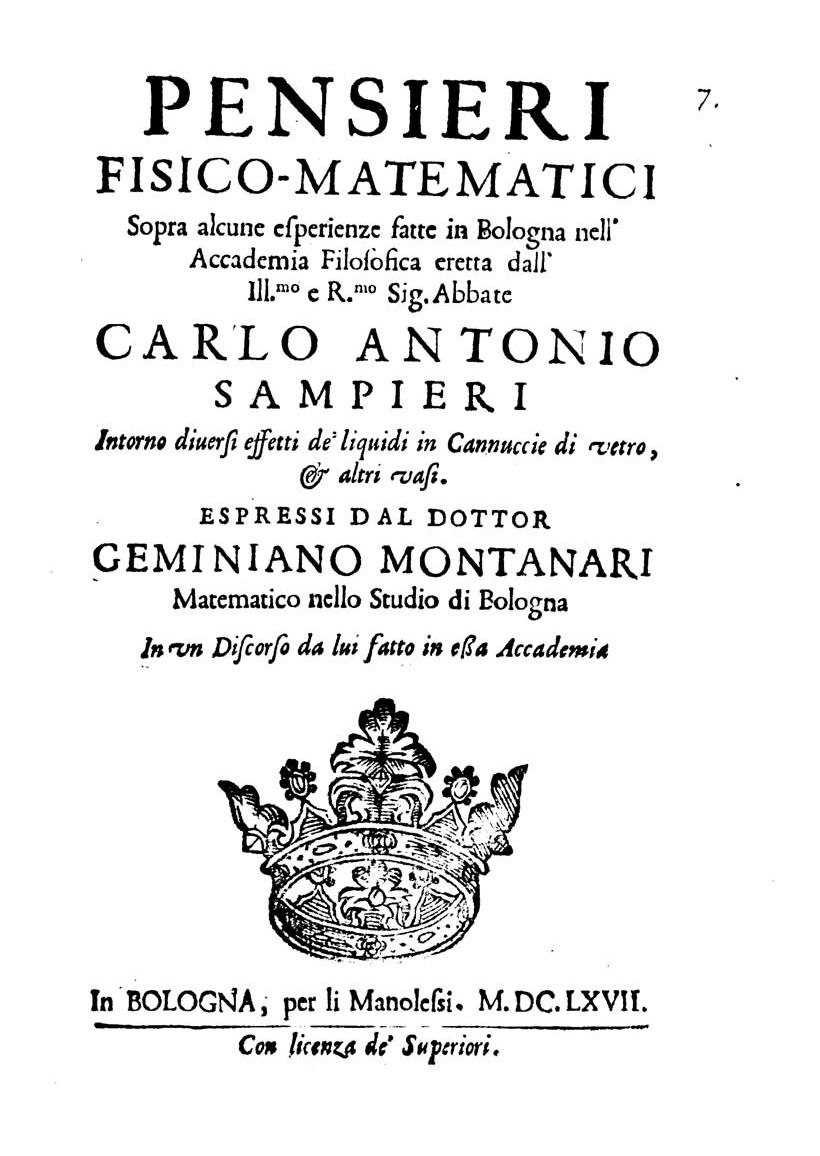
Pensieri fisico-matematici, 1667

- (LA) Cometes Bononiæ observatus anno 1664 & 1665, Bologna, Giovanni Battista Ferroni, 1665.
- (LA) Ephemeris lansbergiana, Bologna, Giovanni Battista Ferroni, 1665.
- Pensieri fisico-matematici intorno diversi effetti de' liquidi in cannuccie di vetro e altri vasi, Bologna, Emilio Maria Manolessi & fratelli, 1667.
- Prostasi fisicomatematica, Bologna, Emilio Maria Manolessi & fratelli, 1669.
- Speculazioni fisiche sopra gli effetti di que' vetri temprati che rotti in una parte si risolvono in polvere, Bologna, Emilio Maria Manolessi & fratelli, 1671.
- Copia di lettera scritta all'illustrissimo Gio. Giuseppe Orsi, Bologna, Emilio Maria Manolessi & fratelli, 1676.
- La fiamma volante gran meteora veduta sopra l'Italia la sera del 31 marzo 1676, Bologna, Emilio Maria Manolessi & fratelli, 1676.
- Lezione academica havuta nell'Academia di s.a. reale in Torino il giorno 5 marzo 1678, Torino & Bologna, Emilio Maria Manolessi & fratelli, 1678.
- Copia di due lettere scritte all'illustrissimo signor Antonio Magliabechi sopra i moti, e le apparenze delle due comete ultimamente apparse sul fine di novembre 1680, Venezia, Andrea Poletti, 1681.
- L'astrologia convinta di falso col mezzo di nuove esperienze e ragioni fisico-astronomiche, Venezia, Francesco Nicolini, 1685.
- Le forze d'Eolo, Parma, Andrea Poletti, 1694.
- Discorso sopra la tromba parlante, Venezia, Girolamo Albrizzi, 1715.